# Hydronebrius amplicollis
Hydronebrius amplicollis là một loài bọ cánh cứng trong họ Bọ nước. Loài này được Toledo miêu tả khoa học năm 1994.